# Clifton (Maine)
Clifton és una població dels Estats Units a l'estat de Maine (EUA). Segons el cens del 2000 tenia 743 habitants.

## Demografia
Segons el cens del 2000, Clifton tenia 743 habitants, 303 habitatges, i 213 famílies. La densitat de població era de 8,3 habitants per km².
Dels 303 habitatges en un 34,7% hi vivien nens de menys de 18 anys, en un 57,1% hi vivien parelles casades, en un 9,6% dones solteres, i en un 29,4% no eren unitats familiars. En el 21,1% dels habitatges hi vivien persones soles el 7,3% de les quals corresponia a persones de 65 anys o més que vivien soles. El nombre mitjà de persones vivint en cada habitatge era de 2,45 i el nombre mitjà de persones que vivien en cada família era de 2,83.
Per edats la població es repartia de la següent manera: un 24,5% tenia menys de 18 anys, un 6,2% entre 18 i 24, un 35,8% entre 25 i 44, un 24,4% de 45 a 60 i un 9,2% 65 anys o més.
L'edat mediana era de 38 anys. Per cada 100 dones de 18 o més anys hi havia 98,2 homes.
La renda mediana per habitatge era de 36.333 $ i la renda mediana per família de 39.000 $. Els homes tenien una renda mediana de 31.065 $ mentre que les dones 22.019 $. La renda per capita de la població era de 16.380 $. Entorn del 7% de les famílies i el 8,9% de la població estaven per davall del llindar de pobresa.